# Idaea mimica
Idaea mimica là một loài bướm đêm trong họ Geometridae.